# متیو بوچو
متیو بوچو (انگلیسی: Matthieu Bochu؛ زادهٔ ۳۱ مارس ۱۹۷۹) بازیکن فوتبال اهل فرانسه است.
از باشگاه‌هایی که در آن بازی کرده‌است می‌توان به باشگاه فوتبال فیورنتینا، باشگاه فوتبال استاد برستوا ۲۹، و باشگاه فوتبال سدان اشاره کرد.